# Вулиця 128-ї Бригади Тероборони
Вулиця 128-ї Бригади Тероборони (колишня — вулиця Курчатова) — вулиця у Центральному районі міста Дніпра, в історичній місцевості Фабрика. Починається від проспекту Яворницького, пролягає на південний захід й після Автовокзалу й початку парку Пам'яті і Примирення (колишнє —  Фабричне кладовище) повертає трохи праворуч й підіймається угору до проспекту Сергія Нігояна, де її продовжує вулиця Леваневського. Довжина вулиці — 800 метрів. Входить до ментально-символічного центру міста Дніпра.

## Історія
З початку заснування Катеринославу територія вулиці була віднесена до району Катеринославських суконної і шовкоткацької фабрик. До 1820 року промислова місцевість зросла завдяки встановленню наплавного мосту через річку Дніпро. Місце вулиці відносилося саме до цього виробничого комплексу. 
На півдні утворена Старофабрична слобода, а на сході — Павлівська слобода та Фабричне кладовище (нині — парк Пам'яті і Примирення). У 1857 році, через переніс наплавного мосту до району Половиці, призвело до запустіння місцевості між сучасними вулицями Пастера, Академіка Белелюбського, 128-ї Бригади Тероборони та проспектом Дмитра Яворницького, яка перетворилася до 1860-х років на суцільний пустир. 
Зміни трапилися, коли у 1879 році були відвені землі й за 1881—1886 роки збудована Катерининська залізниця. У 1880-ті роки на прилеглому річковому районі запанували злодії. За свідченням пані Мовчаліної: «Увечері біля Фабрик ні проходу, ні проїзду не було: грабіж був повний… відрізали коміри шинелей і шуб у чоловіків, що скакали мало не в рівчак обминаючи Фабрики». Проте район почав знову розвиватися, а місцевість вулиці  належала до обслуговування залізниці.
До Другої світової війни вулиці не існувало. Трамвайна лінія була прокладена на Чечелівку від залізничного вокзалу через Січовий провулок та вулицю Боброва.
Вулиця утворена на колишній території локомотивного депо. Напрямок вулиці паралельно фасаду залізничного вокзалу і визначено кутовим будинком на Вокзальній площі, 1 й будинками на проспекті Дмитра Яворницького, 123 та 125. 
За більшовицької окупації вулиця отримала назву на честь радянського фізика, академіка, «батька» радянської атомної бомби Ігоря Курчатова (1902—1960). На вулиці було зведено дві 5-поверхівки «хрущовського стилю» без «архітектурних надмірностей» (№ 2 і 4) й навпроти міжміського автовокзалу «Дніпро», де наразі зведений Торгово-виставковий комплекс «Слов'янський».
5 жовтня 2023 року офіційно вулиця Курчатова перейменована на честь 128-ї Бригади Тероборони, бійці якої саме дніпряни, які пішли боронити Україну з початку повномасштабного російського вторгнення 2022 року.

### 2018—2019
У 2018 році капітальна реконструкція тривала все літо і коштувала 134 млн гривень. 
У 2019 році була проведена повторна реконструкція вулиці.

## Прилеглі вулиці
- Вокзальна площа
- проспект Дмитра Яворницького
- Січовий провулок
- Поперечна вулиця
- вулиця Боброва
- Турбінний узвіз
- Ярмарковий узвіз
- проспект Сергія Нігояна
- вулиця Львівська

## Будівлі
- № 1 — торгово-виставковий комплекс «Слов'янський», Радіоринок «Метеор» — раніше функціонував у «Льодовому палаці» на СК «Метеорі»;
- № 7 — ринок «Курчатовський»
- № 8 — Управління Дніпровського метрополітену; Управління «Укртрансбезпеки» у Дніпропетровській області
- № 10 — Дніпровський автовокзал

Вірменська апостольська церква святого Григорія Лусаворича (вул. Леваневського, 13)

## Велосмуга
У 2019 році на вулиці облаштована нова велосмуга.